# Canala longipes
Espèce
Synonymes
- Epimecinus longipes Berland, 1924

Canala longipes est une espèce d'araignées aranéomorphes de la famille des Desidae.

## Distribution
Cette espèce est endémique de Nouvelle-Calédonie. Elle se rencontre sur le mont Panié.

## Description
La carapace du mâle décrit par Gray en 1992 mesure 1,65 mm de long sur 1,18 mm et l'abdomen 1,8 mm de long sur 1,2 mm.

## Publication originale
- Berland, 1924 : Araignées de la Nouvelle-Calédonie et des iles Loyalty. Nova Caledonia. Zoologie, vol. 3, p. 159-255 (texte intégral).